# Lijst van basketballers van Galatasaray
Dit is een lijst van basketballers die hebben uitgekomen voor of nog altijd spelen bij Galatasaray. 

## A
- Cenk Akyol
- Furkan Aldemir
- Carlos Arroyo
- Ender Arslan

## B
- Hüseyin Beşok
- Pops Mensah-Bonsu
- Dee Brown

## C
- Özhan Canaydın (voormalig voorzitter van Galatasaray)
- Serhat Çetin

## D
- Paul Dawkins
- Austin Daye
- Mithat Demirel
- Justin Dentmon
- Jon Diebler
- Joey Dorsey

## E
- Zoran Erceg

## G
- Kerem Gönlüm
- Jamont Gordon
- Caleb Green
- Sinan Güler

## H
- Malik Hairston

## J
- Simas Jasaitis
- Nathan Jawai

## K
- Göksenin Köksal
- Ermal Kurtoğlu

## L
- Jaka Lakovič
- Stéphane Lasme

## M
- Milan Mačvan
- Manuchar Markoishvili
- Errick McCollum
- Vladimir Micov

## N
- Boniface N'Dong

## P
- Zaza Pachulia
- Tibor Pleiß
- Martynas Pocius
- Emir Preldžič

## S
- Blake Schilb

## T
- Deon Thompson
- Kerem Tunçeri
- Alex Tyus

## Y
- Patric Young